# Oliola
Oliola ist eine katalanische Gemeinde (municipio) mit 196 Einwohnern (Stand: 2024) in der Provinz Lleida im Nordosten Spaniens. Sie liegt in der Comarca Noguera. Die Gemeinde besteht neben dem Hauptort Oliola aus den Ortschaften Claret, Coscó, El Gos, Maravella, Plandogau, Renant und La Serra de Dalt.

## Geographische Lage
Oliola liegt etwa 48 Kilometer nordöstlich von Lleida in einer Höhe von ca. 450 m. 

## Bevölkerungsentwicklung
| Jahr      | 1970 | 1981 | 1991 | 2001 | 2011 | 2021 |
| Einwohner | 319  | 265  | 202  | 217  | 230  | 201  |

## Sehenswürdigkeiten
- Burgreste von Oliola
- Tirsuskirche in Oliola
- Salvatorkirche in El Gos
- Marienkirche in Claret
- Marienkapelle in La Serra de Dalt

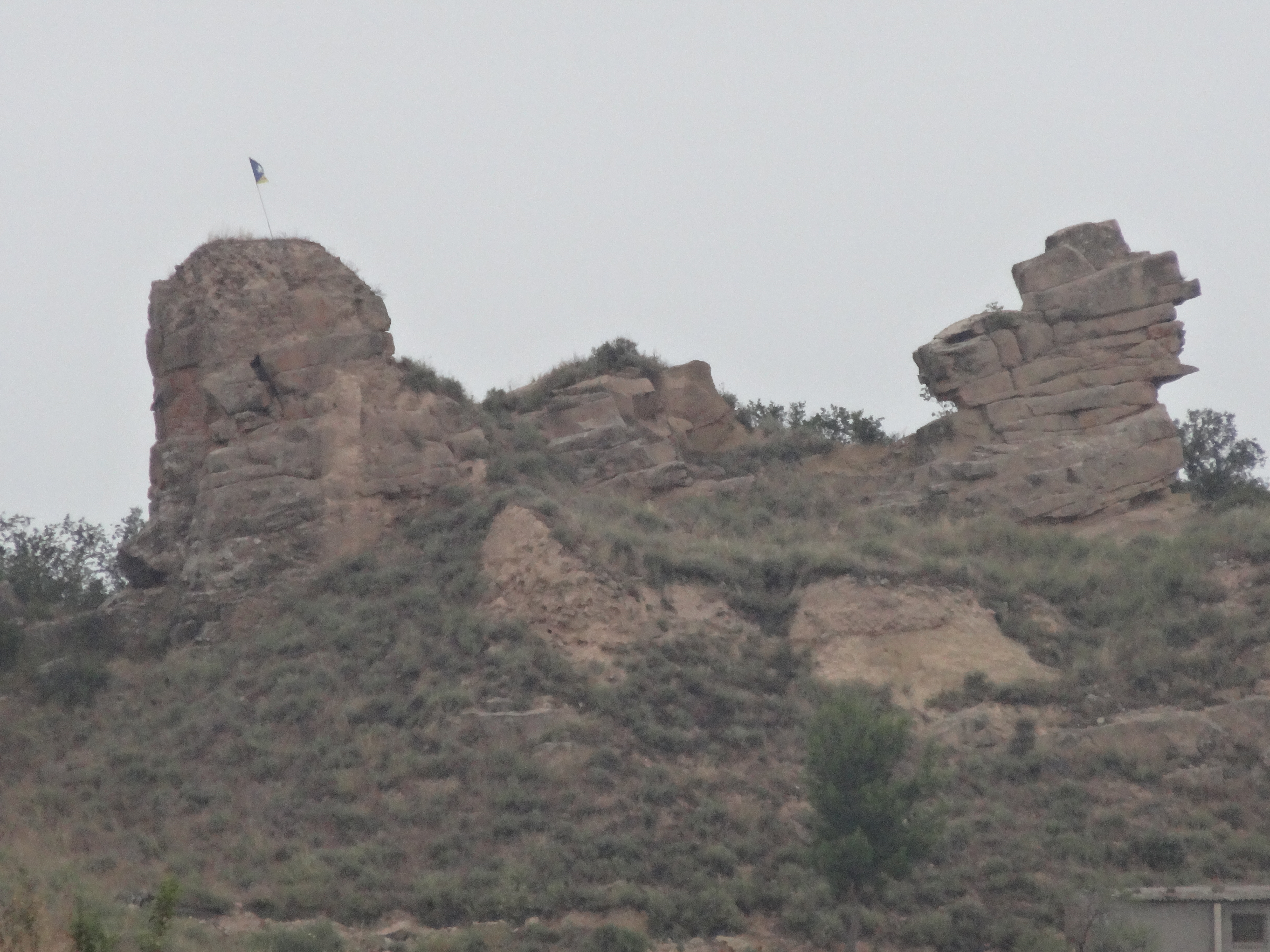
Reste der Burg von Oliola
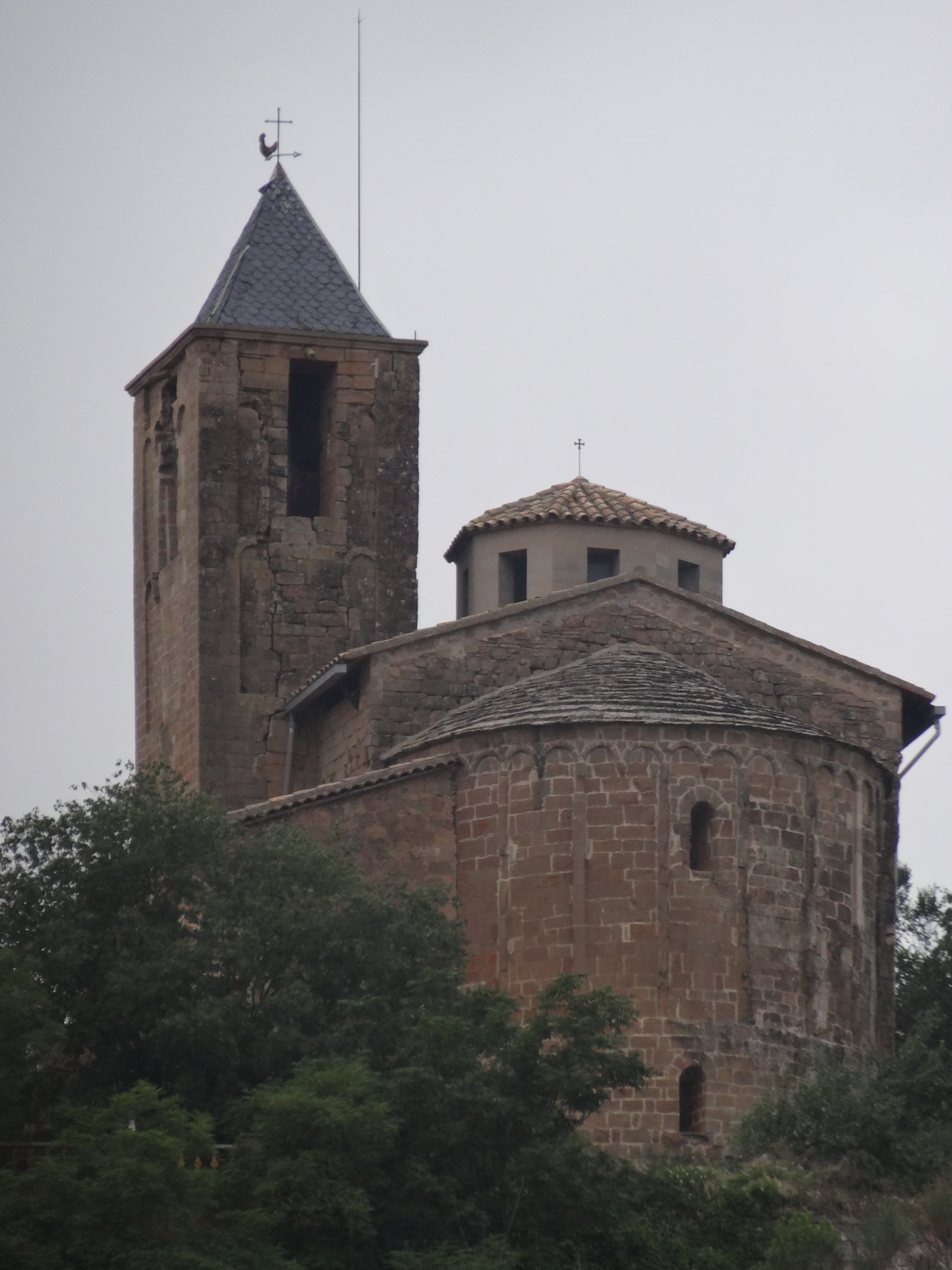
Tirsuskirche
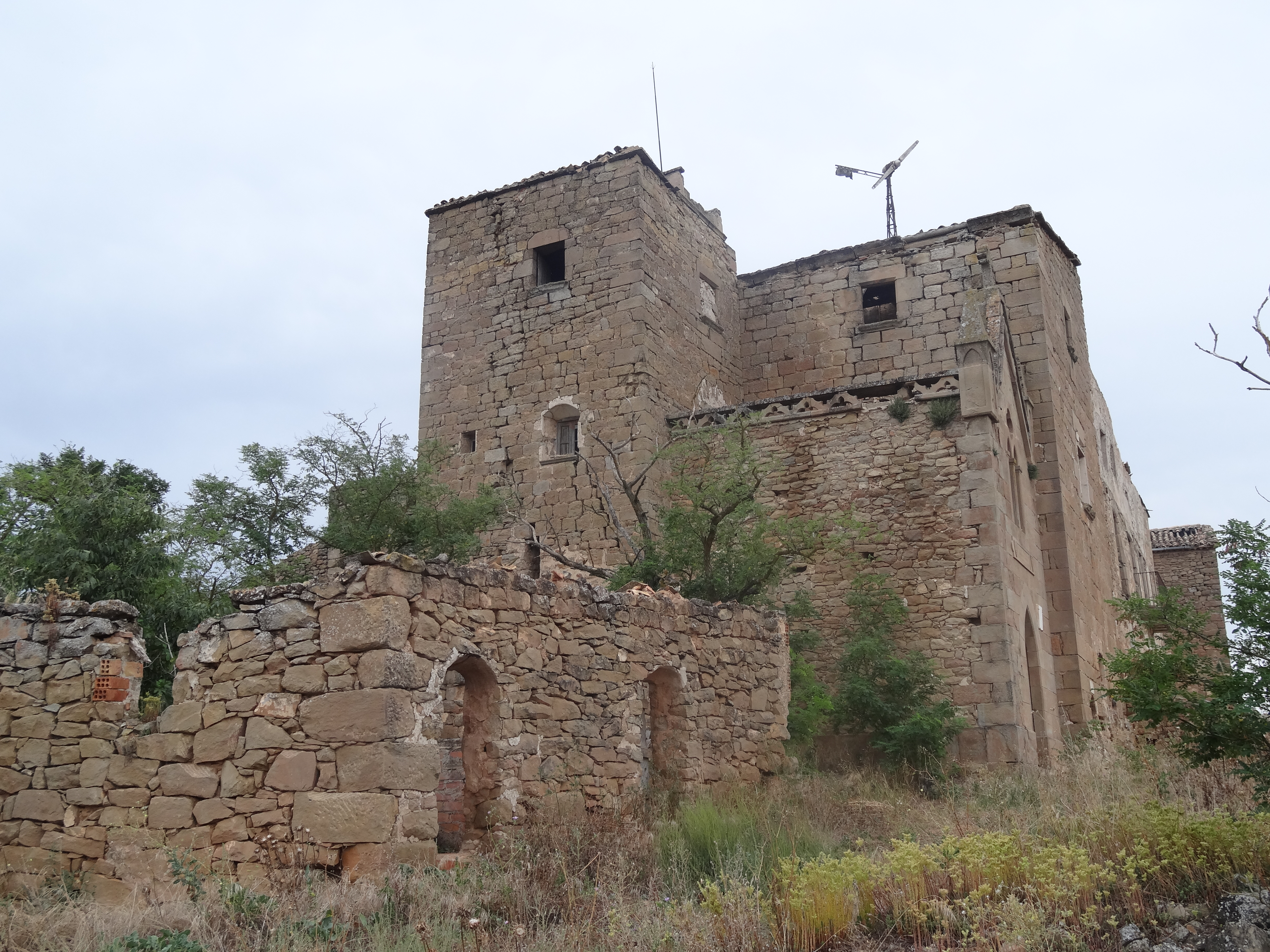
Marienkirche